# UMT Stadium
Das UMT Stadium (Thai สนามยูเอ็มที สเตเดี้ยม) ist ein reines Fußballstadion in Ubon Ratchathani in der Provinz Ubon Ratchathani, Thailand. Es wird derzeit hauptsächlich für Fußballspiele genutzt und ist das Heimstadion vom thailändischen Zweitligisten Ubon United Football Club.
Das Stadion befindet sich auf dem Gelände der Eastern University of Management and Technology (UMT), dessen Namen es auch trägt. Das 2017 eröffnete Stadion hat ein Fassungsvermögen von 6000 Zuschauern, mit Option der Erweiterung auf 10000 Plätze.

## Nutzer des Stadions
| Verein      | Zeitraum der Nutzung |
| ----------- | -------------------- |
| Ubon United | 2017 bis heute       |